# Fotbalista roku (Ghana)

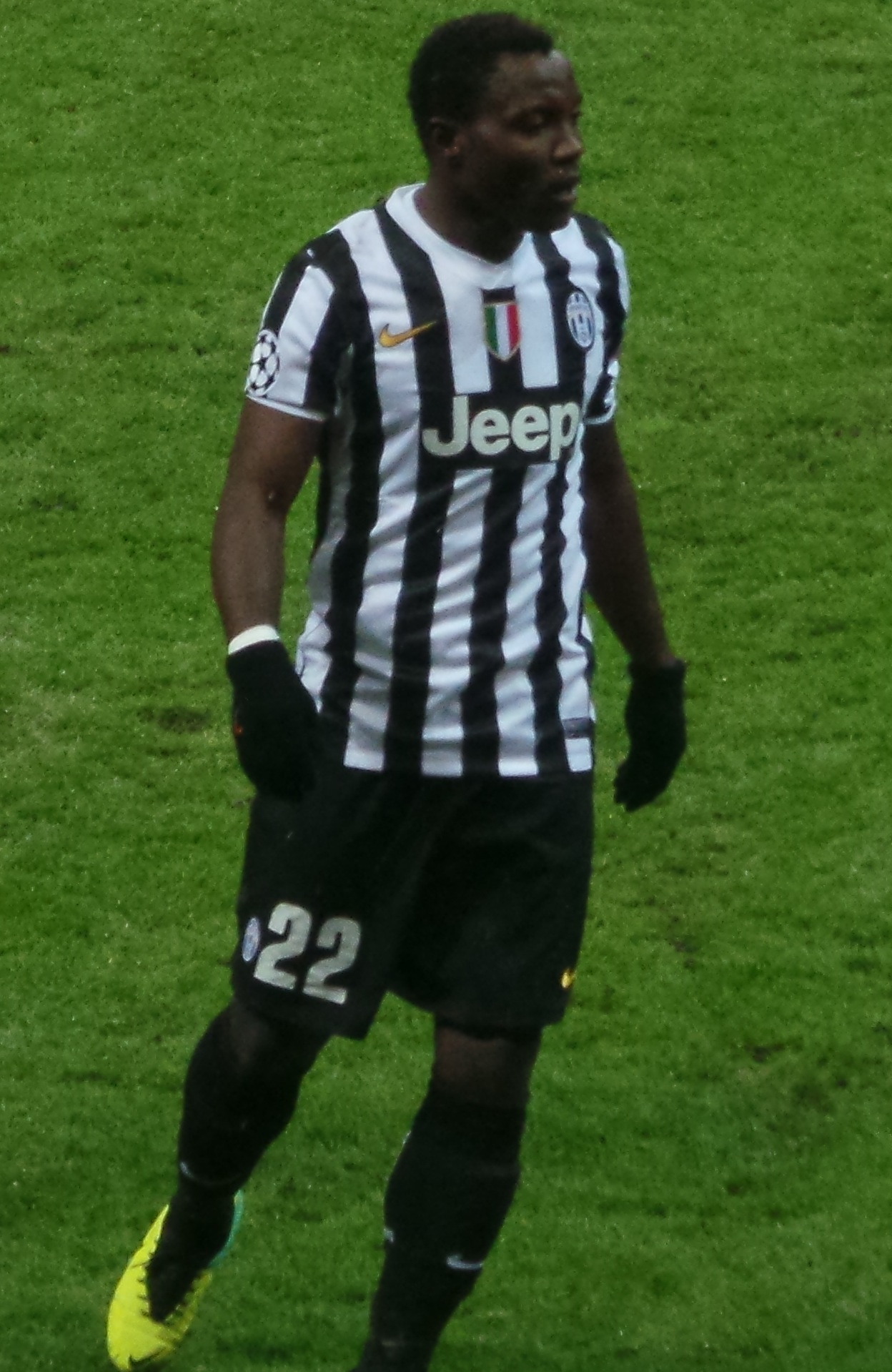
Kwadwo Asamoah, vítěz za rok 2013.

V Ghaně ocenění Fotbalista roku uděluje Fotbalová asociace Ghany.

## Přehled vítězů
| Rok  | Hráč                    | Národnost | Klub                             |
| ---- | ----------------------- | --------- | -------------------------------- |
| 1975 | Mohammed Polo           | Ghana     | Accra Hearts of Oak SC           |
| 1978 | Karim Abdul Razak       | Ghana     | Asante Kotoko SC                 |
| 1979 | John Nketia Yawson      | Ghana     | Accra Hearts of Oak SC           |
| 1980 | Francis Kumi            | Ghana     | Asante Kotoko SC                 |
| 1984 | Joe Odoi                | Ghana     | Accra Hearts of Oak SC           |
| 1993 | Abédi Pelé              | Ghana     | Olympique Marseille              |
| 1997 | Anthony Yeboah          | Ghana     | Hamburger SV                     |
| 1998 | Samuel Kuffour          | Ghana     | Bayern Mnichov                   |
| 1999 | Samuel Kuffour          | Ghana     | Bayern Mnichov                   |
| 2000 | Emmanuel Osei Kuffour   | Ghana     | Accra Hearts of Oak              |
| 2001 | Samuel Kuffour          | Ghana     | Bayern Mnichov                   |
| 2002 | Charles Asampong Taylor | Ghana     | Accra Hearts of Oak              |
| 2003 | Aziz Ansah              | Ghana     | Asante Kotoko SC                 |
| 2004 | Stephen Appiah          | Ghana     | Juventus FC                      |
| 2005 | Stephen Appiah          | Ghana     | Juventus FC Fenerbahçe SK        |
| 2006 | John Mensah             | Ghana     | AC ChievoVerona Stade Rennais FC |
| 2007 | Michael Essien          | Ghana     | Chelsea FC                       |
| 2008 | John Paintsil           | Ghana     | West Ham United FC Fulham FC     |
| 2009 | Dominic Adiyiah         | Ghana     | Fredrikstad FK                   |
| 2010 | Asamoah Gyan            | Ghana     | Stade Rennais FC Sunderland AFC  |
| 2011 | André Ayew              | Ghana     | Olympique Marseille              |
| 2012 | Kwadwo Asamoah          | Ghana     | Juventus FC                      |
| 2013 | Kwadwo Asamoah          | Ghana     | Juventus FC                      |
| 2014 | Asamoah Gyan            | Ghana     | Al Ajn FC                        |
| 2015 | Harrison Afful          | Ghana     | ES Tunis                         |
| 2016 | André Ayew              | Ghana     | Swansea City AFC                 |
| 2017 | Daniel Amartey          | Ghana     | Leicester City FC                |
| 2018 | Thomas Partey           | Ghana     | Atlético Madrid                  |
| 2019 | Thomas Partey           | Ghana     | Atlético Madrid                  |
| 2020 | Jordan Ayew             | Ghana     | Crystal Palace FC                |